# Takeo Otsuka
Takeo Otsuka (大塚武生 Takeo Otsuka?) (16 de diciembre de 1966) es un luchador profesional japonés, más conocido por su nombre artístico Mens Teioh.

## Carrera

### Michinoku Pro Wrestling (1993-1996)
Otsuka inició su carrera en la recién creada Michinoku Pro Wrestling, donde inicialmente luchó con un gimmick de cowboy y bajo el nombre de Terry Boy. Boy se reveló face y se enfrentó a Super Delfín, Jinsei Shinzaki y otros heels.

### Extreme Championship Wrestling (1997)
En febrero de 1997, los luchadores de Michinoku Pro iniciaron un tour por Estados Unidos, compitiendo para Extreme Championship Wrestling. Su aparición más famosa fue en ECW Barely Legal, donde Togo, Michinoku y Teioh aparecieron formando parte de la versión japonesa de Blue World Order.

### World Wrestling Federation (1998)
A mediados de 1998, Teioh debutó en la World Wrestling Federation como parte de Kaientai. Compitiendo exclusivamente por equipos, Teioh fue el miembro que menos duró, siendo liberado de su contrato meses después.

### Big Japan Pro Wrestling (2000-2007)
A su retorno a Japón, Teioh fue contratado por Big Japan Pro Wrestling, donde se convirtió en uno de sus principales miembros. Allí, además, cambió su nombre de Mens Teioh a MEN's Teioh.

#### MEN's World
En 2007, Teioh fundó la marca MEN's World para ayudar a dar protagonismo a luchadores de peso crucero de todas las empresas independientes de Japón, trayéndolos como nuevos miembros de su stable MEN's Club. Teioh organizó en esta marca defensas por el UWA Middleweight Championship, contando con la presencia de luchadores como Onryo, Shinobu, Speed of Sounds (Tsutomu Oosugi & Hercules Senga), Makoto Oishi & Shiori Asahi, Madoka y Yuki Sato.

## En lucha
- Movimientos finales
  - Teioh Lock[2] (Double underhook hold)
  - Miracle Ecstasy[1][2] / Nodowa Bomb[1] (Falling leg trap chokeslam)
  - Sexual Ecstasy[3] (Testicular claw falling leg trap chokeslam) - 2007
  - Stiff running elbow smash a la cara del oponente[4]

- Movimientos de firma
  - Tornado Clutch[5] (Spinning fireman's carry cradle pin)
  - C.K. - Calvin Klein[6] (Modified atomic drop)
  - Armani X[7] (Vertical suplex slam)
  - Abdominal strecht
  - Belly to back suplex sitout side slam
  - Brainbuster
  - Discus elbow smash
  - Dropkick
  - European clutch
  - Full nelson slam
  - Headlock takedown
  - Inverted atomic drop, a veces desde una posición elevada
  - Jumping enzuigiri
  - Modified figure four leglock
  - Octopus hold
  - Running big boot
  - Scissored armbar crossface
  - Single leg Boston crab
  - Sitout belly to back piledriver
  - Snap scoop slam
  - Spinning toehold
  - Standing spinebuster
  - Tornado DDT
  - Tilt-a-whirl backbreaker

- Mánagers
  - Yamaguchi-san

## Campeonatos y logros
- Big Japan Pro Wrestling
  - BJW Junior Heavyweight Championship (1 vez)
  - BJW Heavyweight Championship (3 veces)
  - BJW Tag Team Championship (1 vez) - con Daisuke Sekimoto
  - BJW Tag Team League (2001) - con Daisuke Sekimoto
  - BJW Six Man Tag Team League (2001) - con Daisuke Sekimoto & Ryuji Ito
  - Maximum Tag League (2002) - con Daisuke Sekimoto

- Combat Zone Wrestling
  - CZW World Junior Heavyweight Championship (1 vez)
  - CZW World Tag Team Championship (1 vez) - con Jun Kasai

- Dramatic Dream Team
  - GAY World Anal Championship (1 vez)

- Frontier Martial-Arts Wrestling
  - WEW Hardcore Tag Team Championship (1 vez) - con Daisuke Sekimoto

- Kaientai Dojo
  - UWA World Middleweight Championship (1 vez)

- Michinoku Pro Wrestling
  - UWF Super Welterweight Championship (1 vez)
  - Futaritabi Tag Team League (1996) - con Dick Togo
  - Futaritabi Tag Team Tournament (2008) - con Shinobu

- Secret Base
  - Captain of the Secret Base Tag Team Championship (1 vez, actual)

- Pro Wrestling Illustrated
  - Situado en el N°440 dentro de los mejores 500 luchadores de la historia - PWI Years, 2003[8]